# Brachypteryx hyperythra
Brachypteryx hyperythra е вид птица от семейство Muscicapidae. Видът е почти застрашен от изчезване.

## Разпространение
Видът е разпространен в Китай, Индия и Мианмар.